# Estensan
Estensan település Franciaországban, Hautes-Pyrénées megyében. Lakosainak száma 45 fő (2022. január 1.). Estensan Bourisp, Azet, Ens és Sailhan községekkel határos.

## Népesség
A település népességének változása:
| Lakosok száma | 38   | 38   | 39   | 40   | 39   | 39   | 38   | 42   | 45   |
|               | 2013 | 2015 | 2016 | 2017 | 2018 | 2019 | 2020 | 2021 | 2022 |